# Ester Estéry
Ester Estéry, artistnamn för Ester Matilda Amalia Svensson Bergström,  född 19 juni 1915 i Malmö, död 19 augusti 2012 i Högalids församling i Stockholm, som var en svensk revy- och operettsångare. 

## Biografi
Estéry debuterade 1936 i operetten Hand i hand på Hippodromen i Malmö och fortsatte i ett antal andra operettroller, bland annat i gästspel på Folkan i Stockholm (Glada änkan 1936). År 1939 engagerade Karl Gerhard henne i sin revy Dessa ridderliga tider och från 1943 sågs hon framför allt i Södra teaterns revyer.
Estéry var gift med kuplettförfattaren Tor Bergström (signaturen "Herr Dardanell") från 1945 till hans död 1981, och hette sedan 1945 Ester Bergström.  Tor Bergström satte 1947–1949 upp ett antal egna revyer som turnerade i Sverige, med hustrun som en av de ledande aktörerna. Därefter verkade hon i åtta år hos Ragnar Klange. 
Artistnamnet Estéry fick Ester Svensson av Hippodromens chef Oscar Winge.
Hon är begravd i minneslunden på Bromma kyrkogård.

## Filmografi
- 1943 – Aktören

## Teater

### Roller
| År   | Roll        | Produktion                                                  | Regi       | Teater        |
| ---- | ----------- | ----------------------------------------------------------- | ---------- | ------------- |
| 1943 | Medverkande | Marsch till Söder, revy Dardanell, Dix Dennie, Åke Balltorp | Karl Kinch | Södra Teatern |